# Rose Mazzola
Rose "Casper" Mazzola - członek punk rockowego zespołu The Distillers. Grała na prowadzącej gitarze i czasem śpiewała. 
Odeszła z zespołu po nagraniu albumu Sing Sing Death House z powodu zaawansowanego uzależnienia od narkotyków (najbardziej heroiny). Członkowie zespołu The Distillers nie utrzymują z nią żadnego kontaktu. 
Jest córką Joeya Mazzola z zespołu Sponge oraz Detroit Cobras. Była basistką zespołu Gold Cash Gold. Obecnie mieszka w Tallahassee, gdzie się leczy.